# 不规则月海斑

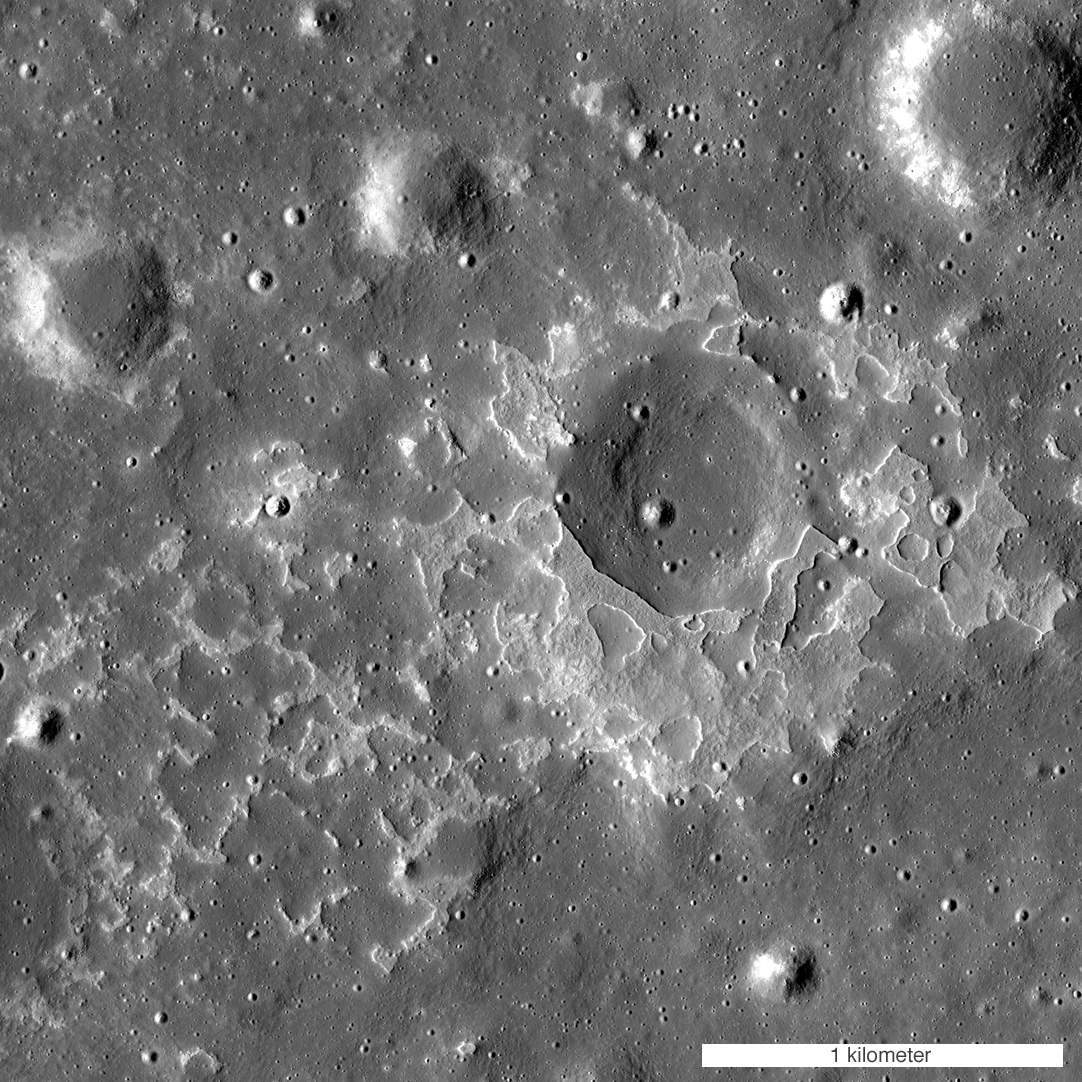
静海中的一个不规则月海斑。注意，图像可能显示深度倒置；右上角的大圆状体是一座陨石坑，中间的大圆状体是一座月丘。

不规则月海斑（irregular mare patch）也被简称为IMP，是一光滑、圆状、略为隆起的区域，一般约宽500米，多形成于月海区。

## 发现
由于它们的尺寸小，从地球上难以观测到。第个被发现的不规则月海斑-艾娜月坑，是在1971年经分析阿波罗15号拍摄的照片后才发现，更多的是由2009年发射的月球勘测轨道器所发现，它找到约70多座不规则月海斑。

## 起源
不规则月海斑的起源现在仍不确定。撞击坑计数-通过计算所坐落陨石坑的数量来指示某一区域的年龄，表明这些地区的地质年龄可能只有数千万年。
据月球勘测轨道器团队推测，由于其光谱类似其他的熔岩流，它们可能是小规模的火山熔岩流。然而，其他分析人员对此持有异议并指出，有许多独立的斑块，而不是单独一个大斑块，这将需要众多小规模的喷发。在月球其它有熔岩的喷发中，也没有看到有流动的迹象。更重要的是，火山活动的假说与当前的月球地质理论不相符。在当时情况下，月球早已冷却，并且约在10亿年前就已凝固，不可能再有进一步的地质作用。

## 地质意义
如果这些特征都是起源于火山，这将“会让地质学家改写有关月球的教科书”。根据现有的科学理论，月的较小的尺寸意味着，它的地幔大约应在1亿年前之后就完全凝固了，这一理论也得到了地震数据的支持。这将会阻止所有来自月球内部的进一步的地质活动。然而，一次最近的（地质条件）的喷发表明，可能是由于月球放射性同位素衰变所释放热量的缘故，月球的冷却可能比想象的要慢得多。

## 另请参阅
- 月球地质
- 艾娜月坑
- 月海
- 月球